# العلاقات السويدية الروسية
العلاقات السويدية الروسية هي العلاقات الثنائية التي تجمع بين السويد وروسيا.

## لمحة تاريخية
ارتبط البلدان ببعضهما البعض تاريخيًا منذ العصور القديمة، حين كان الفايكينغ السويديون يتاجرون عبر الأنهار الروسية الكبيرة وأسسوا المستوطنات التي أصبحت فيما بعد مدنًا كبيرة مثل نوفغورود وكييف. أدت هذه المستوطنات إلى ظهور روابط متبادلة كانت أيضًا سلالية، إذ بدأ الملك السويدي (روريك) سلالة وصلت إلى الحكم من القرن الثامن إلى القرن السادس عشر دون انقطاع كما هو موضح في تأريخ نيستور. قيل إن اسم روسيا يعود بأصله إلى السويد، إذ كان يُطلق قديمًا على الفايكينغ السويديين من الشرق اسم روس.

### الحروب
خلال العصور الوسطى، وقعت عدة حروب بين السويديين والروس، وخاضت روسيا والسويد 11 حربًا منذ القرن الثاني عشر.
كانت السمة الرئيسية للعصر بين 1600 و1725 هي الصراع بين السويد وروسيا من أجل السيطرة على بحر البلطيق، فضلًا عن المناطق المحيطة به. فازت روسيا في النهاية، وفقدت السويد مكانتها كقوة عظمى. في عام 1610، زحف الجيش السويدي إلى موسكو تحت قيادة جاكوب دي لا غاردي. شجعت السياسة السويدية بين عامي 1623 و1709، ولا سيما في عهدي غوستافوس أدولفوس (1611-1632) وتشارلز الثاني عشر (1697-1718)، المعارضة الأوكرانية المناهضة لسيطرة موسكو الروسية ودعمتها عسكريًا. خاض غوستافوس أدولفوس الحرب الإنغرية ضد روسيا، والتي انتهت في عام 1617 بمعاهدة ستولبوفو التي استبعدت روسيا من بحر البلطيق. حدثت الهزيمة المفجعة للسويد على أرض المعركة في عام 1708 في معركة بولتافا، حين حاولت دعم زعيم التمرد الأوكراني مازيبا. فاق عدد القوات الروسية في هذه الحروب عدد السويديين أغلب الأحيان، ولكنهم صمدوا في معارك مثل معركة نارفا (1700) وسفينسكسوند (1790) بسبب التنظيم العسكري السويدي البارع.

#### حرب الشمال العظمى
في عام 1700، شن تحالف ثلاثي بين الدنمارك-النرويج وساكسونيا-بولندا-ليتوانيا وروسيا هجومًا ثلاثي الجهات على محمية هولشتاين-غوتورب السويدية ومقاطعتي ليفونيا وإنغريا، بهدف استغلال كون السويد غير منحازة ويحكمها ملك شاب وعديم الخبرة، لتبدأ بذلك حرب الشمال العظمى. قاد الملك تشارلز الثاني عشر الجيش السويدي ضد التحالف، وحقق انتصارات عديدة على الرغم من تفوق العدو بالعدد عادةً. أحزر الملك انتصارًا كبيرًا على جيش روسي يفوقه حجمًا بنحو ثلاثة أضعاف في عام 1700 في معركة نارفا، ما أجبر بطرس الأكبر على رفع دعوى من أجل السلام، ليرفض تشارلز لاحقًا. في عام 1706، هزمت القوات السويدية بقيادة الجنرال كارل غوستاف رينسكولد جيشًا مشتركًا لساكسونيا وروسيا في معركة فراوشتادت. أصبحت روسيا آنذاك القوة المعادية الوحيدة المتبقية.
لاقت حملة تشارلز اللاحقة على موسكو نجاحًا أوليًا، إذ تتابعت انتصاراته وكان أهمها معركة هولوكزين التي هزم فيها الجيش السويدي الأصغر جيشًا روسيًا يبلغ ضعف حجمه. انتهت الحملة نهاية كارثية وتكبد الجيش السويدي خسائر فادحة على يد قوة روسية بلغ حجمها الضعف في بولتافا، وكان تشارلز قد أصيب بجروح قبل المعركة ما جعله عاجزًا عن تولي القيادة. أعقب الهزيمة الاستسلام في بيرفولشنا. أمضى تشارلز السنوات التالية في المنفى في الإمبراطورية العثمانية قبل أن يعود ليقود هجومًا على النرويج، محاولًا طرد الملك الدنماركي من الحرب مرة أخرى ليوجه كل قواته ضد الروس. أُحبطت حملتان وباءتا بالفشل، واختُتمتا بوفاته في حصار فريدريكستن عام 1718.
كانت معظم الإمبراطورية السويدية آنذاك قابعة تحت الاحتلال العسكري الأجنبي، على الرغم من أن السويد نفسها كانت ما تزال حرة. أُضفي الطابع الرسمي على هذا الوضع في وقت لاحق، وإن كان إداريًا، في معاهدة نيستاد. لم يشهد الختام نهاية الإمبراطورية السويدية فحسب، بل شهد أيضًا نهاية نظامها الملكي القوي وآلتها الحربية.
في حرب الشمال العظمى، أُرسل أسرى الحرب السويديون بأعداد كبيرة إلى سيبيريا، وبلغ عددهم نحو 25% من سكان توبولسك، عاصمة سيبيريا، واستقر بعضهم فيها بشكل دائم. بُنيت سانت بطرسبرغ، التي تقع في مكان المدينة السويدية الأصلية نين في مقاطعة إنجرمانلاند، أيضًا على يد أسرى الحرب السويديين بقسمها الأعظم. خضعت إستونيا للحكم السويدي بين عامي 1558 و1710؛ وتنازلت السويد عن الإقليم لاحقًا لصالح روسيا عام 1721. أجبرت كاثرين الثانية جميع السويديين الإستونيين من جزيرة هيوما على الانتقال إلى روسيا الجديدة (أوكرانيا الحالية)، حيث شكلوا قريتهم الخاصة التي سُميت غامالسفينسكبي.

## مقارنة بين البلدين
هذه مقارنة عامة ومرجعية للدولتين:
| وجه المقارنة                                              | السويد                                                                               | روسيا                                   |
| --------------------------------------------------------- | ------------------------------------------------------------------------------------ | --------------------------------------- |
| المساحة (كم2)                                             | 450.30 ألف                                                                           | 17.08 مليون                             |
| عدد السكان (نسمة)                                         | 10.16 مليون                                                                          | 146.80 مليون                            |
| الكثافة السكانية (ن./كم²)                                 | 22.56                                                                                | 8.59                                    |
| العاصمة                                                   | ستوكهولم                                                                             | موسكو                                   |
| اللغة الرسمية                                             | اللغة السويدية، لغات السامي، اللغة الفنلندية، منكيلي، اللغة الرومنية، اللغة اليديشية | اللغة الروسية                           |
| العملة                                                    | كرونة سويدية                                                                         | روبل روسي                               |
| الناتج المحلي الإجمالي (بليون دولار)                      | 538.04 مليار                                                                         | 1.58 تريليون                            |
| الناتج المحلي الإجمالي (تعادل القوة الشرائية) بليون دولار | 469.01 مليار                                                                         | 3.69 تريليون                            |
| الناتج المحلي الإجمالي الاسمي للفرد دولار أمريكي          | 50.58 ألف                                                                            | 9.09 ألف                                |
| الناتج المحلي الإجمالي للفرد دولار أمريكي                 | 45.30 ألف                                                                            |                                         |
| مؤشر التنمية البشرية                                      | 0.907                                                                                | 0.798                                   |
| رمز المكالمات الدولي                                      | +46                                                                                  | +7                                      |
| رمز الإنترنت                                              | .se                                                                                  | .ru، .рф، .рус ‏، .su                    |
| المنطقة الزمنية                                           | توقيت وسط أوروبا، ت ع م+01:00، ت ع م+02:00، أوروبا/ستوكهولم ‏                         | Magadan Time ‏، ت ع م+02:00، ت ع م+12:00 |

## مدن متوأمة
في ما يلي قائمة باتفاقيات التوأمة بين مدن سويدية وروسية:
- ترتبط Eskilstuna Municipality [الإنجليزية]‏ مع غاتتشينا باتفاقية توأمة.
- ترتبط Karlskrona Municipality [الإنجليزية]‏ مع بالتييسك باتفاقية توأمة منذ 2009.[19][19][20][20]
- ترتبط نورتليه مع بسكوف باتفاقية توأمة.
- ترتبط Jokkmokk Municipality [الإنجليزية]‏ مع Lovozero (rural locality) [الإنجليزية]‏ باتفاقية توأمة.
- ترتبط Sölvesborg Municipality [الإنجليزية]‏ مع سورتافالا باتفاقية توأمة.
- ترتبط كالمار مع كالينينغراد باتفاقية توأمة منذ 26 أبريل 1948.[21][21][22][22]
- ترتبط Karlskoga Municipality [الإنجليزية]‏ مع آيفانغورود باتفاقية توأمة منذ 1963.
- ترتبط بلدية بورلوف مع كالينينغراد باتفاقية توأمة.
- ترتبط Borgholm Municipality [الإنجليزية]‏ مع زيلينوغرادسك باتفاقية توأمة.
- ترتبط Överkalix [الإنجليزية]‏ مع Murmashi [الإنجليزية]‏ باتفاقية توأمة.
- ترتبط ياليفاره مع كيروفسك باتفاقية توأمة.
- ترتبط نيشوبينغ مع فيبورغ باتفاقية توأمة.
- ترتبط لوليو مع مورمانسك باتفاقية توأمة منذ 26 مارس 1972.
- ترتبط إسكيلستونا مع غاتتشينا باتفاقية توأمة منذ 1961.
- ترتبط Arjeplog [الإنجليزية]‏ مع ريف أومبا [الإنجليزية]‏ باتفاقية توأمة.
- ترتبط كليكس [الإنجليزية]‏ مع بوليارنيي زوري باتفاقية توأمة.
- ترتبط Umeå Municipality [الإنجليزية]‏ مع بيتروزوفودسك باتفاقية توأمة منذ 1976.[23][24][25][26]
- ترتبط Enköping Municipality [الإنجليزية]‏ مع غاتتشينا باتفاقية توأمة منذ 1994.[27][27][27][27]
- ترتبط ستوكهولم مع سانت بطرسبرغ باتفاقية توأمة.
- ترتبط Oxelösund [الإنجليزية]‏ مع كرنشتات باتفاقية توأمة.
- ترتبط Övertorneå [الإنجليزية]‏ مع كولا باتفاقية توأمة.
- ترتبط Kalmar Municipality [الإنجليزية]‏ مع كالينينغراد باتفاقية توأمة منذ 28 مارس 1963.[28][29][30][31]
- ترتبط Kiruna Municipality [الإنجليزية]‏ مع أرخانغلسك باتفاقية توأمة.[32][32]
- ترتبط Älvsbyn [الإنجليزية]‏ مع مونتشيغورسك باتفاقية توأمة.
- ترتبط Pajala [الإنجليزية]‏ مع أولنغورسك باتفاقية توأمة.
- ترتبط بلدية مالمو [الإنجليزية]‏ مع كالينينغراد باتفاقية توأمة منذ 1989.[33][33][34][34]
- ترتبط Östhammar [الإنجليزية]‏ مع بوليارنيي زوري باتفاقية توأمة.
- ترتبط Haparanda Municipality [الإنجليزية]‏ مع كوفدور باتفاقية توأمة.
- ترتبط Boden Municipality [الإنجليزية]‏ مع أباتيتي باتفاقية توأمة.
- ترتبط بيتيو مع كاندالاكشا باتفاقية توأمة.

## منظمات دولية مشتركة
يشترك البلدان في عضوية مجموعة من المنظمات الدولية، منها:
| علم المنظمة | اسم المنظمة                        | تاريخ انضمام السويد | تاريخ انضمام روسيا |
| ----------- | ---------------------------------- | ------------------- | ------------------ |
|             | المنظمة الهيدروغرافية الدولية      | ?                   | ?                  |
|             | المجلس القطبي                      | ?                   | 19 سبتمبر 1996     |
|             | منظمة الشرطة الجنائية الدولية      | ?                   | 27 سبتمبر 1990     |
|             | الاتحاد البريدي العالمي            | ?                   | ?                  |
|             | منظمة التجارة العالمية             | 1995                | 22 أغسطس 2012      |
|             | الفريق المعني برصد الأرض           | ?                   | ?                  |
|             | مجموعة الموردين النوويين           | ?                   | ?                  |
|             | مؤسسة التنمية الدولية              | 24 سبتمبر 1960      | 16 يونيو 1992      |
|             | اتفاقية السماوات المفتوحة          | ?                   | ?                  |
|             | منظمة الأمن والتعاون في أوروبا     | 25 يونيو 1973       | 1992               |
|             | مؤسسة التمويل الدولية              | 20 يوليو 1956       | 12 أبريل 1993      |
|             | مجلس أوروبا                        | ?                   | 28 فبراير 1996     |
|             | منظمة حظر الأسلحة الكيميائية       | ?                   | ?                  |
|             | الأمم المتحدة                      | 19 نوفمبر 1946      | 24 أكتوبر 1945     |
|             | الاتحاد الدولي للاتصالات           | 1866                | 1866               |
|             | البنك الدولي للإنشاء والتعمير      | 31 أغسطس 1951       | 16 يونيو 1992      |
|             | وكالة ضمان الاستثمار متعدد الأطراف | 12 أبريل 1988       | 29 ديسمبر 1992     |
|             | مجلس دول بحر البلطيق               | ?                   | ?                  |
|             | نظام تحكم تكنولوجيا القذائف        | 1991                | 1995               |
|             | يونسكو                             | 23 يناير 1950       | 21 أبريل 1954      |

## أعلام
هذه قائمة لبعض الشخصيات التي تربطها علاقات بالبلدين:
- بيتر الثالث (10 فبراير 1728 – 6 يوليو 1762)
- سيرجي آيزنشتاين (22 يناير 1898[43][44] – 11 فبراير 1948[45][46][47])
- فلاديمير لينين (ثوري وسياسي شيوعي روسي، 10 أبريل 1870[48][49][50] – 21 يناير 1924[48][51][52])
- كاثرين الأولى (5 أبريل 1684 – 6 مايو 1727)

## وصلات خارجية
- موقع وزارة الخارجية السويدية
- موقع وزارة الخارجية الروسية